# 尼爾鎮區 (阿肯色州密西西比縣)
尼爾鎮區（英語：Neal Township）是位於美國阿肯色州密西西比縣的一個行政鎮區。

## 地方資料
尼爾鎮區的面積為151.29平方千米，當中陸地面積為150.97平方千米，而水域面積為0.32平方千米。根據2010年美國人口普查的數據，當地共有人口2566人，而人口密度為每平方千米16.96人。